# ハオ・モニラット
ハオ・モニラット（クメール語: ហោ មុនីរ័ត្ន、英語: Hor Monirath、1963年9月23日 - ）は、カンボジアの外交官、観光官僚。在フランス大使館参事官、駐日大使（2009年～2015年）、観光省次官を経て、観光省長官。プノンペン出身。母国語のクメール語に加えて、フランス語・ロシア語・英語・スペイン語に堪能。
ハオ一族は外交官一家として知られており、父は主に外交面でフン・セン首相を支えたハオ・ナムホン元駐ソ大使・元駐仏大使・元外相・副首相で、長兄はハオ・ソトゥン元外務次官、次兄はハオ・ナムボラー元駐英大使。

## 学歴
- モスクワ国際関係大学国際法学部、国際法修士[2]
- パリ第1大学、国際法研修[2]

## 経歴
- 1993年 - 1995年: 外務国際協力省（クメール語版、英語版） 国際機構局[2]
- 1996年 - 1998年: 外務国際協力省 法律領事局 副課長[2]
- 1998年 - 1999年: 外務国際協力省 アフリカ中東局 副局長[2]
- 1999年 - 2001年: 在フランス大使館（フランス語版） 一等書記官[2]
- 2001年 - 2004年: 在フランス大使館 参事官[2]
- 2004年 - 2008年: 外務国際協力省 法律領事局 局長[2]
- 2009年 - 2015年: 駐日特命全権大使[1][2]（信任状捧呈は2月23日[9]）
- 2017年頃: 観光省（英語版）次官[3]
- 2018年 - （現職）: 観光省長官[4][5]